# Walter Genewein
Walter Genewein (* 4. Mai 1901 in Saalfelden am Steinernen Meer; † 1974 ebenda) war ein österreichischer Fotograf und Buchhalter.

## Leben
Walter Genewein maturierte 1919 an der Linzer Handelsakademie und war zunächst als Handelsvertreter tätig. Er trat 1933 illegal in die NSDAP ein, beantragte dann am 13. Mai 1938 die Aufnahme in die Partei und wurde rückwirkend zum 1. Mai 1938 aufgenommen (Mitgliedsnummer 6.345.962). Genewein fungierte während der deutschen Besetzung Polens ab Juni 1940 als Verwalter der Finanzen des Ghettos Litzmannstadt in Łódź. Er baute eine Buchhaltungsabteilung auf, in der Einkünfte aus Zwangsarbeit und Verwertung der Habe der Ermordeten aufgerechnet wurden. Von 1941 bis 1944 nahm er in den Musterbetrieben eines eigens abgeriegelten Stadtviertels hunderte Farbdias mit dem neuen Umkehrfilm von Agfa auf. 
Er dokumentierte den Geburtstag seines Vorgesetzten Hans Biebow, die Ankunft von „Reichsführer-SS“ Heinrich Himmler oder „Reichsleiter“ Franz Xaver Schwarz zu Besichtigungen im Ghetto. Fotos über die Litzmannstädter Elektrische Straßenbahn entstanden wahrscheinlich auf Wunsch des Direktors Dr. Bodo Scheidt. 1943 interessierte sich Genewein für die Projektion von 8 mm Filmstreifen, die er mit einer Federwerk-Kamera des Typs „Movex 12“ von Agfa belichtete.
„Über seinen Schreibtisch ging alles, was in diesem Ghetto rein- und rausgegangen ist und die Finanzabteilung betraf. Diese war aber auch zuständig für die Tötungskommandos im Vernichtungslager Kulmhof, wo viele Juden aus Łódź ermordet wurden. Auch das ging über seinen Schreibtisch. Walter Genewein war ganz direkt beim Massenmord an Juden mit verantwortlich.“ (Bertrand Perz, Historiker)
Genewein kehrte mit seinen Farbdias nach dem Zweiten Weltkrieg nach Salzburg zurück. Aus einem Strafverfahren ging er 1947 ohne größere Anstände hervor. Er rechtfertigte sich, dass er zwar Manches in Łódź zu günstigen Preisen erworben, aber sich nie ungerechtfertigt bereichert habe. Er starb 1974 in Salzburg als angesehener Bürger.

## Rezeption der Fotografien
Geneweins Bilder wurden 1987 von Mitarbeitern des Jüdischen Museums in Frankfurt in einem Wiener Antiquitätenladen entdeckt und in Frankfurt von März bis Juni 1990 gezeigt.
Einige Jahre später fand sich ein weiterer Satz Dias in Bremen. Derzeit werden Arbeiten von Genewein in den Sammlungen des United States Holocaust Memorial Museum in Washington und bei Yad Vashem in Jerusalem verwahrt.
Im Jahr 1992 sendete das Fernsehzentrum von Łódź einen kurzen Dokumentarfilm von Jadwiga Wileńska und Wojciech Źródlak mit dem Titel Stop, 1. Juni 1943. 1998 stellte Dariusz Jabłoński in seinem Dokumentarfilm Der Fotograf Aufnahmen Geneweins den Kommentaren von Arnold Mostowicz, einem Arzt und Gefangenen des Ghettos Łódź gegenüber.
Das Kunsthaus Nexus in Saalfelden setzte sich 2015 in der Ausstellung Das Getto Lódź/Litzmannstadt 1940–1944, Vom Leben in der Hölle mit dieser Vergangenheit auseinander. „Zur Arbeit für das Deutsche Reich gezwungen, starben bis zur Räumung 1944 rund 43.000 BewohnerInnen des Gettos an Krankheiten und Unterernährung, rund 100.000 wurden von dort in die Vernichtung geschickt.“